# Токсичність нафтових палив
Токсичність нафтових палив
За токсичністю нафтові палива становлять меншу небезпеку, ніж продукти згоряння. Вуглеводні, що складають їх основну масу, для людини порівняно нешкідливі. Найбільш токсичні ароматичні, ненасичені і, нарешті, насичені вуглеводні. Особливо токсичний бензол, тому його вміст у бензинах нормується. У залишкових паливах присутні значні кількості конденсованих ароматичних сполук, багато з яких канцерогенні.
Гранично допустимі концентрації пари палив встановлені в перерахуванні на вуглець і коливаються від 100 (реактивне паливо) до 300 мг/м3 (бензин і дизельне паливо). Вміст пари палив у повітрі визначається леткістю і температурою навколишнього середовища. Леткість розраховують за формулою:
{\displaystyle L=16*PM/(273+t)},
де L – леткість, мг/л; Р – тиск насиченої пари, мм. рт. ст.; М – молекулярна маса речовини; t – температура навколишнього середовища оС.
На практиці визначають тиск насиченої пари. Цей показник нормується для палив, що легко випаровуються. Його наближене значення може бути обчислене в такий спосіб:
{\displaystyle L_{g}=2,763-0,019*t_{\text{кип}}+0,024*t},
де Р – тиск насиченої пари, мм. рт. ст.; t – температура навколишнього середовища; tкип – температура кипіння речовини, оС.
Нафта і залишкові паливні фракції містять істотні кількості поліциклічних ароматичних вуглеводнів, частина з яких виявляє канцерогенну активність. Наприклад, вміст бенз-α-пірену в російських нафтах коливається від 250 (Ладушкинська) до 3 500 мкг/кг (грозненська).
Палива можуть містити токсичні гетероатомні сполуки, концентрація яких збільшується з підвищенням температури кипіння палив. Ці сполуки становлять небезпеку, наприклад, при розігріванні мазутів у процесі паливопідготовки. Проблему зниження токсичності палив не можна вирішити за допомогою присадок.